# Yummy (пісня Джастіна Бібера)
«Yummy» (укр. Смакота) — пісня канадського співака Джастіна Бібера. Випущена 3 січня 2020 року разом з ліричним відео лейблом Def Jam Recordings як провідний сингл з його майбутнього п'ятого студійного альбому Changes. Пісня стала першим самостійним синглом Бібера за попередні три роки. Бібер приєднався до соціальної мережі TikTok в день виходу пісні.
Після виходу пісня отримала в основному неоднозначні відгуки критиків — багато хто похвалив її R&B стиль, але більшості не сподобався її текст. Пісня дебютувала на другій сходинці американського чарту Billboard Hot 100, у першій п'ятірці в Австралії, Канаді, Великій Британії та низці інших країн; і потрапила під на вершину чарту у Новій Зеландії. Офіційне музичне відео на пісню вийшло 4 січня 2020 року.

## Створення та просування
23 грудня 2019 року Бібер анонсував випуск пісні, розмістивши своє фото перед фортепіано із підписом «tomorrow» (укр. завтра). Наступного дня він анонсував сингл за допомогою трейлера, який він опублікував на YouTube, де він на відео проходить повз покинуту АЗС. Трейлер також служить анонсом його майбутнього північноамериканське концертного туру, яке почнеться 14 травня 2020 року, а також документального фільму, що висвітлюватиме «всі особливі історії». Щодо майбутньої музики Бібер заявив, що відчуває, що «вона відрізнятиметься від попередніх альбомів тільки через те, що я живу своїм життям».
У день випуску «Yummy» Бібер зареєструвався у соцмережі TikTok та розмістив своє відео у супроводі пісні, а також заохотив своїх шанувальників публікувати відео у супроводі «Yummy». Через чотири дні Бібер випустив лімітовані видання «Yummy» з автографами, зокрема, касету, семидюймовий диск із зображеннями, шість унікальних компакт-дисків та п'ять унікальних семи-дюймових вінілових платівок, доступних для замовлення лише впродовж 24 годин. Бібер випустив п'ять додаткових музичних роликів на пісню під назвами «Animated Version» (укр. Анімована Версія), «x drew house, Animated Version» (укр. x drew house, Анімована Версія), «Beliebers React» (укр. Реакції Біліберів), «Fan Lip Sync» (укр. Поєднання Співу Фанатів) та «Food Fight» (укр. Боротьба з їжею), та «Tik Tok Compilation Video» (укр. Компіляція відео Tik Tok) а також запустив офіційну інтернет-гру «Yummy».

## Композиція
«Yummy» — це «прямолінійний R&B номер» який побудований на треповому ритмі. Пісня містить «чітку басову лінію та цокання клавішних». Бібер співає реп перед приспівом, в той час як він поєднує його з «фальцетним підписом» у бриджі. Браян Роллі з журналу Forbes назвав приспів «спокусливим», хоч і «безглуздим». Пісню називають одою дружині Бібера — Гейлі Бібер. В ексклюзивному інтерв'ю для Еллен Дедженерес Бібер визнав, що «Yummy» — це про його сексуальне життя.

## Відгуки критиків
Пісня отримала неоднозначні відгуки від музичних критиків. Ранія Аніфтос з журналу Billboard сказала, що «Yummy» повертає «кокетливого Бібера, якого ми пропустили і чекали», називаючи приспів «привабливим». Браян Роллі у огляді для журналу Forbes, сказав, що Бібер цю пісню «співає своїм серцем», і зазначив, що хоча «тексти пісень можуть не закликати до наукового аналізу […] Бібер упевнений, що добре їх співає». Роллі підсумував, назвавши пісню «перемогою, неминучим розгромом чартів» і висловив думку про те, що вона «обов'язково звучатиме ще краще, коли 50.000 шанувальників кричатимуть її щовечора під час його майбутнього туру». Мікаель Вуд з Лос-Анджелес Таймс охарактеризував пісню як «невеличкий R&B-номер, який слабко нагадує класичний трек середини 90-х Ginuwine „Pony“, в основному, три з половиною хвилини секс-розмови PG-13, здавалося б, із Гейлі Болдвін». Він заявив, що «хоч це дуже мило, „Yummy“ відчувається надзвичайно несерйозним для синглу», і додав, що пісня «втрачає багато смаку лише через кілька обертів». Бред Каллас з журналу Complex відніс «Yummy» до найкращої нової музики тижня і заявив, що «поворот назад до R&B є освіжаючим для тих, хто був шанувальником його проєкту Journals, під який засинав у 2013 році». Також Каллас зауважив, що «шовковистий вокал» місцями нагадує співпрацю Бібера з Post Malone над треком «Deja Vu» у 2016 році. Сем Мур із NME похвалив R&B-продюсування пісні, але негативно оцінив текст пісні, який він назвав «невиправданими очікуваннями». Він висловив думку про те, що продюсери пісні вибрали «мінімалізм із вибором інструментарію, що поєднує повітряні клавішні з поп-треповим ритмом з очевидним баченням створення чогось такого універсального, як, наприклад, „Hotline Bling“ чи трек Childish Gambino „Feels Like Summer“». Мур також написав, що багаторівневий вокали та співзвучність Бібера «здатні плавно рухатись без зусиль — просто прикро, що він не може з ними сказати нам більше», і що Біберове прийняття R&B «не є повним відключенням».
Ерік Торрес із Pitchfork розкритикував пісню за те, що вона «безсоромно розроблена для скороченого проміжку уваги в TikTok» і «безкровна оболонка R&B пісні, покалічена дурними текстами та втомленим синкопованим фоном». Далі він написав, що пісня — це «плоскогір'я, що як тільки починається, ніколи не проходить повз подібного до дитячого повторення „yummy-yum“ у приспіві». Алексіс Петридіс із Гардіана написав, що «Yummy» «прагне стати вірусним» у TikTok, порівнюючи її з вірусними піснями в додатку для синхронізації губ, такими як, «Roxanne» Арізони Зервас, «Stupid» Ashnikko та «Ride It» Regard та що «покоління, вирощене на високоскладній, багатошаровій інтернет-культурі, може виявити фігню за милю: пісня настільки гостро прагнення стати вірусною, що майже напевно такою не стане». Петридіс вказав на «безсоромний плагін для бренду вуличного одягу Drew House», «нахабне використання трепового жаргону», «використання дитячої розмови для розпливчастих жестів у світі сексуального задоволення» та «приспів, здається, призначений виключно для покоління Z в штанах для йоги з ложкою замороженої асаї в роті, наслідуючи слово „смакота“ (англ. yummy)». Він зробив висновок, заявивши, що Біберу «не потрібна вірусність TikTok, але він жадає попкультурної актуальності — і цей відчай неприємно протиставляється духовно обґрунтованому подружньому блаженству його сучасного образу».

## Музичне відео
Прем'єра музичного відео на «Yummy» режисера Бардії Зейналі відбулася 4 січня 2020 року. На відео Бібера з рожевим волоссям обідає у вишуканому ресторані, їсть різноманітні барвисті страви з гостями. Відео набрало 8.4 мільйони переглядів за перші 24 години, став його другим за популярністю у перші 24 години кліпом на провідний сингл.

## Комерційна успішність
У Сполучених Штатах «Yummy» дебютував на другій сходинці чарту Billboard Hot 100, не обійшовши сингл Родді Річ «The Box», який закріпився на першому місці, ставши другим поспіль синглом Бібера як головного артиста, який дебютував на другому місці чарту, після «I Don't Care», який не зміг очолити чарт через сингл Lil Nas X за участі Біллі Рея Сайруса «Old Town Road». Наступного тижня «Yummy» опустився до десятої сходинки чарту.
У британському чарті UK Singles Chart трек дебютував на п'ятій сходинці, ставши його першим провідним синглом, який не дебютував у топ-3 чарту, відколи вийшов «One Time» — провідний сингл з дебютного мініальбому My World. «Yummy» також дебютував у першій десятці чарту Ірландії, де він посів восьму сходинку, а також 16 сходинку у чарті Шотландії. Він також дебютував у перших двадцятках інших європейських країн, зокрема, на 7 місці в Нідерландах, 10 в Італії та 15 у Німеччині.
В Океанії пісня дебютувала на восьмій сходинці в чарті Австралії, ставши його найгіршим дебютом провідного синглу з часів «One Time», проте здобула успіх у Новій Зеландії, де вона посіла другу сходинку чарту.

## Суперечки
Бібер став об'єктом критики через його «надмірну» промоцію «Yummy», яка включала випуск різних варіантів компакт-дисків з автографом, сім різних відеозаписів на пісню, запуск офіційної гри «Yummy», онлайн інтерактиви з фанатами, в яких брали участь Бібер, звертаючись до шанувальників із проханням придбати пісню та заохочення фанатів менеджера Бібера Скутер Браун до масового придбання пісні. Бібера звинуватили у маніпулюванні потоковими сервісами відтворення музики, багато хто називав це «відчайдушними» та «привілейованими» спробами підняти пісню на першу сходинку чарту Billboard Hot 100, після того як Родді Річ із синглом «The Box» піднявся на вершину чарту. Під час прямого ефіру в Instagram Бібер попросив своїх шанувальників поширити трансляцію та придбати «Yummy» в iTunes, і написав публікацію під назвою «How to Get 'Yummy' to #1» (укр. Як "Yummy" досягти №1), в якій детально написана інструкція, щоб допомогти пісні потрапити на першу сходинку чарту. Ці інструкції передбачали придбання пісні кілька разів на вебсайті Бібера та в iTunes, створення списку відтворення у Spotify, що складається лише з «Yummy», та відтворення його у режимі повтору з невеликим рівнем гучності, а для фанатів із-за меж США запропонував завантажити та встановити VPN-додаток, щоб потокові відтворення «Yummy», зараховувалися чартом як прослуховування зі США. Однак «Yummy» дебютував лише на другій сходинці чарту Billboard Hot 100, не змігши обійти «The Box», що на той час посідала першу сходинку чарту.

## Автори
Інформацію про авторів отримано із Tidal.
- Джастін Бібер — вокал, автор пісні
- Poo Bear[en] — продюсер, автор пісні
- Kid Culture — продюсер
- Саша Сітора — продюсер, автор пісні
- Ешлі Бойд — автор пісні
- Даніель Гаккетт — автор пісні
- Елайджа Марретт-Гітч — асистент зведення
- Ченна Ван — асистент інжинірингу звукозапису
- Кріс «TEK» О'Рян — інжиніринг
- Джош Гудвін — інжиніринг, зведення, вокальний продюсер
- Колін Леонард — майстер інжинірингу

## Чарти
| Чарт (2020)                               | Найвища позиція |
| ----------------------------------------- | --------------- |
| Аргентина (Argentina Hot 100)             | 40              |
| Австралія (ARIA)                          | 4               |
| Австрія (Ö3 Austria Top 75)               | 5               |
| Бельгія (Ultratop Flanders)               | 21              |
| Бельгія (Ultratop Wallonia)               | 18              |
| Бразилія (Pro-Música Brasil)              | 45              |
| Бразилія (Top 100 Brasil)                 | 71              |
| Канада (Canadian Hot 100)                 | 3               |
| Канада (CHR/Top 40) (Billboard)           | 21              |
| Канада (Hot AC) (Billboard)               | 34              |
| Колумбія (National-Report)                | 49              |
| Хорватія (HRT)                            | 60              |
| Чехія (Singles Digitál Top 100)           | 3               |
| Данія (Tracklisten)                       | 2               |
| Домініканська республіка (SODINPRO)       | 25              |
| Еквадор (National-Report)                 | 9               |
| Естонія (Eesti Ekspress)                  | 13              |
| Фінляндія (Suomen virallinen lista)       | 11              |
| Франція (SNEP)                            | 21              |
| Німеччина (Official German Charts)        | 15              |
| Угорщина (Single Top 40)                  | 2               |
| Угорщина (Stream Top 40)                  | 8               |
| Ісландія (Tonlist)                        | 14              |
| Ірландія (IRMA)                           | 8               |
| Ізраїль (Media Forest)                    | 10              |
| Італія (FIMI)                             | 10              |
| Японія (Japan Hot 100)                    | 18              |
| Малайзія (RIM)                            | 2               |
| Нідерланди (Dutch Top 40)                 | 18              |
| Нідерланди (Mega Single Top 100)          | 7               |
| Нова Зеландія (Recorded Music NZ)         | 1               |
| Норвегія (VG-lista)                       | 3               |
| Португалія (AFP)                          | 9               |
| Румунія (Airplay 100)                     | 24              |
| Шотландія (Official Charts Company)       | 16              |
| Сінгапур (RIAS)                           | 2               |
| Словаччина (Singles Digitál Top 100)      | 12              |
| Словенія (SloTop50)                       | 25              |
| Південна Корея (Gaon)                     | 104             |
| Іспанія (PROMUSICAE)                      | 23              |
| Швеція (Sverigetopplistan)                | 6               |
| Швейцарія (Media Control AG)              | 3               |
| Велика Британія (Official Charts Company) | 5               |
| США (Billboard Hot 100)                   | 2               |
| США (Adult Contemporary) (Billboard)      | 30              |
| США (Adult Top 40) (Billboard)            | 15              |
| США (Hot Dance Airplay) (Billboard)       | 18              |
| США (Hot R&B/Hip-Hop Songs) (Billboard)   | 2               |
| США (Mainstream Top 40) (Billboard)       | 11              |
| США (Rhythmic) (Billboard)                | 7               |
| США Rolling Stone Top 100                 | 2               |

## Сертифікації
| Регіон | Сертифікація | Продажі |
| --- | ------------ | ------- |
| Канада (Music Canada) | Золотий      | 40 000  |
| Нова Зеландія (RIANZ) | Золотий      | 15 000  |
| *продажі, що базуються лише на сертифікаціях · ^відвантаження, що базуються лише на сертифікаціях · продажі+прослуховування, що базуються лише на сертифікаціях |              |         |

## Історія випуску
| Країна          | Дата         | Формат                                    | Лейбл              | Прим.  |
| --------------- | ------------ | ----------------------------------------- | ------------------ | ------ |
| Різні           | 3 січня 2020 | Цифрове завантаження Потокове відтворення | Def Jam Recordings | [ 89 ] |
| Велика Британія | 3 січня 2020 | Contemporary hit radio                    | Def Jam Recordings | [ 90 ] |
| США             | 7 січня 2020 | Contemporary hit radio                    | Def Jam Recordings | [ 91 ] |
| США             | 7 січня 2020 | Rhythmic contemporary radio [en]          | Def Jam Recordings | [ 92 ] |
| США             | 7 січня 2020 | Urban adult contemporary radio [en]       | Def Jam Recordings | [ 93 ] |

## Summer Walker Remix
Ремікс «Yummy» за участі американської співачки Саммер Вокер вийшов через місяць після випуску пісні 3 лютого 2020.

### Автори
Інформацію про авторів отримано із Tidal.
- Джастін Бібер — вокал, автор пісні
- Summer Walker — вокал, автор пісні, вокальний інжиніринг
- Poo Bear[en] — продюсер, автор пісні
- Kid Culture — продюсер
- Саша Сітора — продюсер, автор пісні
- Ешлі Бойд — автор пісні
- Даніель Гаккетт — автор пісні
- Елайджа Марретт-Гітч — асистент зведення
- Ченна Ван — асистент інжинірингу звукозапису
- Кріс «TEK» О'Раян — інжиніринг
- Джош Гудвін — інжиніринг, зведення, вокальний продюсер
- Кендалл Роарк Бейлі — вокальний інжиніринг

### Історія випуску
| Країна | Дата         | Формат                                    | Лейбл              | Прим.  |
| ------ | ------------ | ----------------------------------------- | ------------------ | ------ |
| Різні  | 3 січня 2020 | Цифрове завантаження потокове відтворення | Def Jam Recordings | [ 95 ] |